# Výrava (rzeka)
Výrava – rzeka we wschodniej Słowacji, lewy dopływ Laborca w zlewisku Morza Czarnego. Długość - 26,5 km. 
Źródła na wysokości ok. 600 m n.p.m. na zachodnich stokach głównego grzbietu Karpat, ok. 2 km na południe od Przełęczy Łupkowskiej. Cały tok na obszarze, określanym przez geografów słowackich jako Laborecká vrchovina. Płynie generalnie na południe przez Bruzdę Medzilaborecką i Bruzdę Papinską, po czym na północ od wsi Koškovce, na wysokości 189 m n.p.m., uchodzi do Laborca.
Większe dopływy: lewobrzeżna Svetlička w górnym biegu, poza tym wiele drobnych cieków. Tok - z wyjątkiem kilku miejsc o bardziej zwartej zabudowie - nieuregulowany. Reżim pluwialno-niwalny.

## Literatura
- Bukovské vrchy. Turistická mapa 1:50 000, 4. vydanie, wyd. VKÚ Harmanec, 2009, ISBN 978-80-8042-543-2;
- Laborecká vrchovina. Dukla. Turistická mapa 1:50 000, 2. vydanie, wyd. VKÚ Harmanec 2004, ISBN 80-8042-181-1.